# Gillett (Wisconsin)
Gillett es una ciudad ubicada en el condado de Oconto en el estado estadounidense de Wisconsin. En el Censo de 2010 tenía una población de 1.386 habitantes y una densidad poblacional de 389,76 personas por km².

## Geografía
Gillett se encuentra ubicada en las coordenadas 44°53′24″N 88°18′22″O / 44.89000, -88.30611. Según la Oficina del Censo de los Estados Unidos, Gillett tiene una superficie total de 3.56 km², de la cual 3.53 km² corresponden a tierra firme y (0.8%) 0.03 km² es agua.

## Demografía
Según el censo de 2010, había 1.386 personas residiendo en Gillett. La densidad de población era de 389,76 hab./km². De los 1.386 habitantes, Gillett estaba compuesto por el 90.98% blancos, el 0.14% eran afroamericanos, el 3.39% eran amerindios, el 0% eran asiáticos, el 0% eran isleños del Pacífico, el 4.33% eran de otras razas y el 1.15% pertenecían a dos o más razas. Del total de la población el 5.05% eran hispanos o latinos de cualquier raza.